# 캣 파워
션 마샬(Chan Marshall) 또는 예명인 캣 파워(Cat Power)라고도 알려진 샤를린 마리에 마샬(Charlyn Marie Marshall, 1972년 1월 21일 ~ )은 미국의 싱어송라이터, 음악가이다. 때때로 배우나 모델로 활동하기도 한다. 마샬의 첫 밴드 이름이었던 캣 파워는 점점 여러 백 밴드와 함께하는 그녀의 음악 프로젝트를 가리키게 되었다. 마샬은 미니멀한 스타일, 기타와 피아노 연주, 울림이 없는 보컬로 잘 알려져 있다.

## 음반 목록
정규 음반
- 《Dear Sir》 (1995)
- 《Myra Lee》 (1996)
- 《What Would the Community Think》 (1996)
- 《Moon Pix》 (1998)
- 《The Covers Record》 (2000)
- 《You Are Free》 (2003)
- 《The Greatest》 (2006)
- 《Jukebox》 (2008)
- 《Sun》 (2012)

## 출연 영화
| 연도   | 영화                     | 배역                   | 비고                    |
| ------ | ------------------------ | ---------------------- | ----------------------- |
| 2007년 | 《슬립워커스》           | 페덱스에서 일하는 댄서 | 단편 크레딧에는 션 마샬 |
| 2007년 | 《마이 블루베리 나이츠》 | 카트야                 | 크레딧에는 션 마샬      |
| 2009년 | 《아메리칸 위도우》      | 노래하는 여인          | 주연                    |

## 수상 경력
- 수상: 2006년 쇼트리스트 음악상 《The Greatest》
- 후보: 2007년 브릿 어워드 인터내셔널 여자 가수상
- 후보: 2013년 브릿 어워드 인터내셔널 여자 가수상